# Estació de tren de Benifallet
Estació de tren de Benifallet és un edifici de Benifallet (Baix Ebre) inclòs en l'Inventari del Patrimoni Arquitectònic de Catalunya.

## Descripció
L'estació de ferrocarril de Benifallet, actualment en desús, està formada per tota una sèrie de dependències necessàries per al desenvolupament de les funcions a les que estava destinada: petites edificacions pels guardaagulles; magatzems pel material de llums, maquinària, etc.; oficines i taquilla; i la casa dels homes de l'estació.
L'estructura de les edificacions és molt simple i sòbria, com totes les estacions del país.

## Història
Segons recull Pau Vila a la plana 62 del volum CXVI del seu resum de Geografia de Catalunya (1934): "Hom treballa, encara que amb moltes intermitències, en el ferrocarril de Sant Carles de la Ràpita a Val de Zafán (Aragó) que en part segueix les vores de l'Ebre".
Les obres van finalitzar l'any 1940 i va estar en ús fins al 19 de setembre de 1973. Entre les causes de l'abandonament de la línia (L-48) hi ha el fet que les estacions es trobessin molt allunyades de les poblacions corresponents i que la densitat de tràfic de mercaderies no era gaire elevada. Es va considerar una línia no rendible i s'abandonà.
La seva entrada en funcionament es va fer per parts, com ens diu Pere Blasi, op. cit., plana 710: "El ferrocarril de Val de Zafán a Sant Carles ja presta servei fins a Tortosa, i les obres del darrer tram prossegueixen amb activitat".
Encara es conserva en bon estat el camí asfaltat de porta a l'estació des d'on deixa la barcassa.